# Santa Maria del Piave
Santa Maria del Piave (Santa Maria de Piave in veneto) è una frazione di Mareno di Piave situata nel punto più a sud del territorio comunale. Confina da una parte con Lovadina (località di Spresiano), Tezze di Piave (località di Vazzola).

## Storia
La frazione sorge in una località anticamente chiamata Talpone, dove nel Medioevo sorgeva una chiesa affiancata nel 1009 da un ospedale (hopitale), dando così vita al Monastero di Santa Maria del Piave, la cui importanza crebbe all'epoca delle crociate, con l'aumento dei pellegrinaggi verso la Terra santa, offrendo rifugio ai numerosi viandanti. Nel 1229 papa Gregorio IX lo affidò ai cistercensi dell'abbazia di Follina, finché un'esondazione del Piave non lo distrusse nei primi anni del Quattrocento.

## Monumenti e luoghi d'interesse
Nel paese sorge una chiesa costruita nel 1965 dall'architetto Luigi Candiani, dedicata all'Apparizione della Beata Vergine Maria di Lourdes, consacrata da monsignor Albino Luciani.

## Infrastrutture e trasporti
A Santa Maria del Piave è stata realizzata una pista ciclabile che attraversa l'intera frazione seguendo parallelamente la trafficata via Colonna.